# Кармир-ванк (Нахичевань)
Монастырь Святого Степаноса или Кармир-ванк (арм. Կարմիր վանք — дословно Красный монастырь) — армянский мужской монастырь V или VII века в средневековом армянском городе Астапат (позже известном как Кармир-ванк). На азербайджанском языке известен как Кызыл-ванк. Сооружение является «значительным памятником армянской средневековой архитектуры». От называния армянского монастыря получила своё название кармир-ванкская культура. В советские времена монастырь со всеми историко-архитектурными сооружениями был включен в список памятников всесоюзного значения. Расположен в Нахичеванской Автономной Республике Азербайджана, близ села Тезекенд. Наряду с могильником Кызыл-Ванк, в 2001 году включен правительством Азербайджана в список археологических памятников мирового значения. Однако анализ спутниковых снимков, проведённый организацией «Caucasus Heritage Watch», показывает, что монастырь был снесён к 26 августа 2003 года, а очистка местности свидетельствовала о недавних земляных работах на участке.

## История
Изначально в VII веке была построена часовня, впоследствии монастырь только расширялся. Первое письменное упоминание монастыря датируется 976 годом. В XVII веке вардапет Иаков обновил и значительно расширил монастырь. В период русско-персидской войны, в 1827 году генерал-майор Дмитрий Остен-Сакен, отмечавший важность армянского монастыря, докладывал что с целью предотвратить захват храма, он распорядился вооружить 20 армян и выделить им подкрепление состоящее из 1-го офицера 2-х унтер-офицеров и 30 гренадеров
«Большая Российская Энциклопедия» говоря о развалинах церкви, выделяет портал богато украшенный резьбой и остатки фресок.
Как отмечает российский историк Виктор Шнирельман, в Азербайджане касаемо армянского наследия велась политика замалчивания. Согласно ему это началось в 1950-е. Так в туристическом справочнике «Памятники истории Азербайджана» (1956 г.), об армянских памятниках культуры не было сказано ни слова. Из огромного числа древних армянских памятников республики был упомянут лишь Кармир-ванк, который позже азербайджанские учёные стали называть албанским (см. Фальсификация истории в Азербайджане). В 2003 году монастырь был снесен.

## Кармир-ванская культура
Территория на которой располагался монастырь была заселенной с древних времен. Во время археологических раскопок близ армянского храма был обнаружен ряд могильников и строений (см. Кызыл-Ванк).  По названию монастыря эта культура, известная в литературе как Нахичеванская, стала называться также Кармир-ванкской или Кызыл-ванкской.